# Raphael Evers
Raphael (Rav) Evers (Amsterdam, 8 mei 1954) is een Nederlands-Israëlische rabbijn. Van 1990 tot 2016 was hij als rabbijn verbonden aan het Nederlands-Israëlitisch Kerkgenootschap. 

## Loopbaan
Evers rondde twee universitaire studies af, te weten psychologie en fiscaal recht, en ontving sinds 1989 de rabbinale bevoegdheid van verschillende vooraanstaande rabbinale autoriteiten, waaronder de Nederlandse emeritus opperrabbijn Meir Just, het Israëlische Opperrabbinaat (de opperrabbijnen Avraham Shapira en Mordechai Eliyahoe), rabbijn Nechemja Zalman Goldberg, rabbijn Moshe Halberstam (van Tzanz-Tschakave) en rabbijn Meir Brandsdorfer (van Toldos Avrohom Yitzchok), twee opperrabbijnen van de Edah HaChareidis.
Gelijktijdig met het opperrabbinaat was hij rector van het Nederlands Israëlitisch Seminarium (het opleidingsinstituut voor joodse leraren en leraressen en rabbijnen), waaraan hij tot dan als studiecoördinator was verbonden. 
Evers werd per 1 september 2016 opperrabbijn van de joodse gemeente in Düsseldorf. In augustus 2021 vestigde hij zich in Jeruzalem.

## Werken
Evers heeft veel gepubliceerd over rabbinale onderwerpen, ook in het Hebreeuws. Daarnaast schrijft hij regelmatig artikelen voor kranten en tijdschriften, voor vakbladen en voor onderwijsmateriaal dat wordt gebruikt in het voortgezet, beroeps- en wetenschappelijk onderwijs. Regelmatig geeft hij commentaar over joodse onderwerpen in radio- en tv-uitzendingen en in discussiefora of op lezingen. Eveneens geeft hij elke week zijn verklaringen van het in die week te lezen gedeelte van de Thora uit.

## Nevenfuncties en -activiteiten
Evers is secretaris van het Nederlands College voor Rabbinale Zaken en secretaris geweest van het bestuur van het Bijbels Museum in Amsterdam. Voorts is hij lid van de Conferentie van Europese Rabbijnen en van het Joods Marokkaans Netwerk Amsterdam.

Vanwege zijn verdiensten voor de Joodse gemeenschap werd Evers ingeschreven in het Gouden Boek van het Marokkaanse Jodendom en hij werd in verband met zijn 25-jarig jubileum bij het Nederlands Israëlitisch Seminarium geëerd met een onderscheiding van de wereldwijde General Assembly van rabbijnen en bestuurders van Joodse Gemeenten.
Voor de Joodse Omroep was hij panellid in het tv-programma Go Go, Kosher!.
Hij wordt veelvuldig geraadpleegd door vertegenwoordigers van maatschappelijke organisaties die zijn opvattingen willen vernemen, of om zijn oordeel of opinie te geven in de persoonlijke levenssfeer:
- Na de moord op Theo van Gogh op 2 november 2004 bood rabbijn Evers met vertegenwoordigers van de islam en het christendom een zogenaamd Samenlevingscontract aan aan de voorzitter van de Tweede Kamer.

Aan de totstandkoming in 2008 van de uitgebreide eroew rond groot-Amsterdam, had rabbijn Evers een belangrijk aandeel.
In mei 2008 was Evers een van de 21 vooraanstaande christelijke, joodse en islamitische geestelijken uit de EU-lidstaten die een bespreking voerden over religie, dialoog en over de bescherming van de aarde, met de president-commissaris van de Europese Commissie, twee Eurocommissarissen, de voorzitter van het Europees Parlement, en de premier van Slovenië, op dat moment het roulerend voorzitterschap van de EU bekledend.
In december 2008 werd Evers als eerste Nederlandse rabbijn benoemd tot dajan (rabbinaal rechter) in het Europese Rabbinale Gerechtshof dat de gecompliceerde zaken van gittin (religieuze echtscheiding) en gijoer (overgang naar het joodse geloof) behandelt.

## Schorsing NIK
Per 25 juni 2012 werd Evers door het Nederlands-Israëlitisch Kerkgenootschap geschorst. Hij mocht drie maanden lang zijn werk voor de rabbinale rechtbank in Amsterdam niet uitvoeren. Volgens het NIK had hij zich te kritisch uitgelaten over het Convenant onbedwelmd slachten volgens religieuze riten dat joodse en islamitische organisaties met staatssecretaris van Landbouw Bleker hadden afgesloten. Dit zou zijn gebleken uit een (uitgelekte) brief van opperrabbijn Aryeh Ralbag waarvan Evers een van de medeondertekenaars was. Evers sprak van een 'misverstand' en zei achter het convenant te staan.

## Persoonlijk
Evers en zijn vrouw Channa hebben tien kinderen en tien kleinkinderen. Zijn jeugd bracht hij door in Amsterdam-West, waar zijn moeder, dr. Bloeme Evers-Emden de drijvende kracht was achter de laagdrempelige buurtsjoel. Zijn vader, Hans Evers (overleden in 1991), was voorzitter van de Nederlandse Zionistenbond. Raphael Evers noemde ooit zijn gezin als zijn grootste hobby.

## Boeken
- Kaddiesj-gebed (1992)
- Tsedaka (1993) - geld geven aan arme mensen
- Oude wijn in nieuwe zakken (1996) - actuele joodse thema's
- Op het Leven! (1997) - medisch-ethische kwesties vanuit joods perspectief
- Geen bloemen, wel bezoek (1997) - sterven en rouwverwerking
- Tijd van leven (1998) - de 24-uurs economie
- De Echte Tora (1998) - de geschiedenis van de Talmoed
- Aan tafel bij de rabbijn (1999) - Eten en drinken in bijbels perspectief
- Talmoedisch denken (1999) - Talmoedische interpreteerregels
- Ma Nisjtanna - sederverklaringen
- De Talmoed geanalyseerd – bespreking van het Talmoed-gedeelte over Chanoeka.
- Vrede maak je niet alleen - problematiek rond krijgsmacht, geweldgebruik, oorlogvoering en vredestaken (2003)
- Uitverkoren voor het leven (2006) - medische ethiek vanuit joods perspectief
- De filosofische achtergronden van de Joodse voorschriften (2007), met Elisha R. Evers